# 현대 에쿠스
현대 에쿠스(Hyundai Equus)는 1999년 4월에 출시되어 2015년 12월까지 생산하였던 현대자동차의 플래그십 대형 세단 및 리무진이다. 차명인 에쿠스는 라틴어로 '개선 장군의 말'과 '천마(C馬)'를 의미하며, 영어로는 '세계적으로 독특하고 독창적인 명품 자동차(Excellent, Quality, Unique, Universal, Supreme automotive)'이라는 의미도 담고 있다.

## 1세대(LZ/YJ)

### 에쿠스 (EQUUS) (1999년4월~2003년11월)

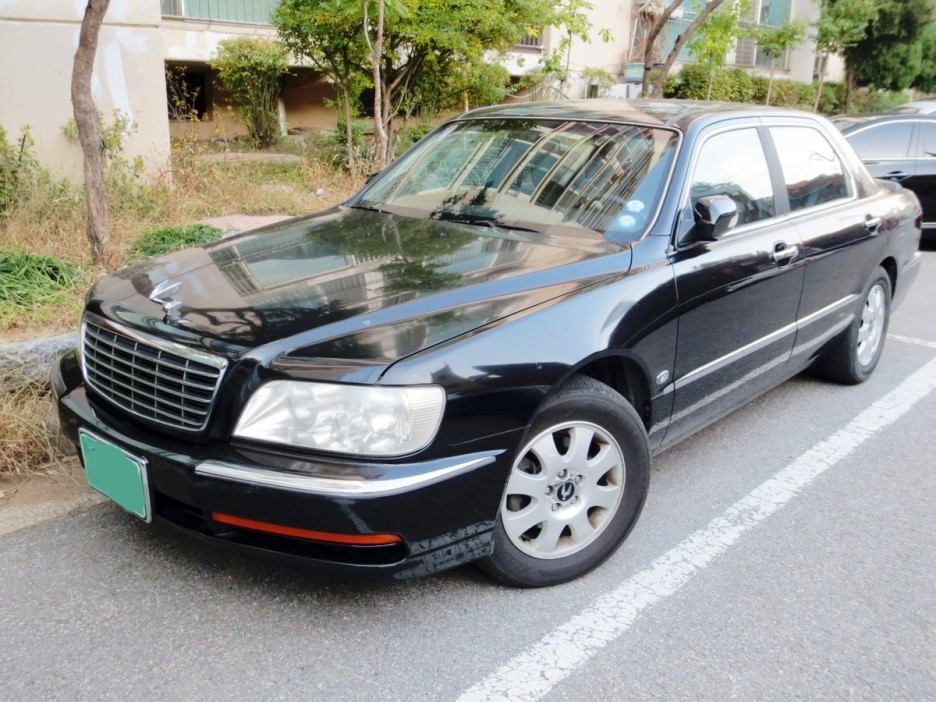
현대 에쿠스 정측면

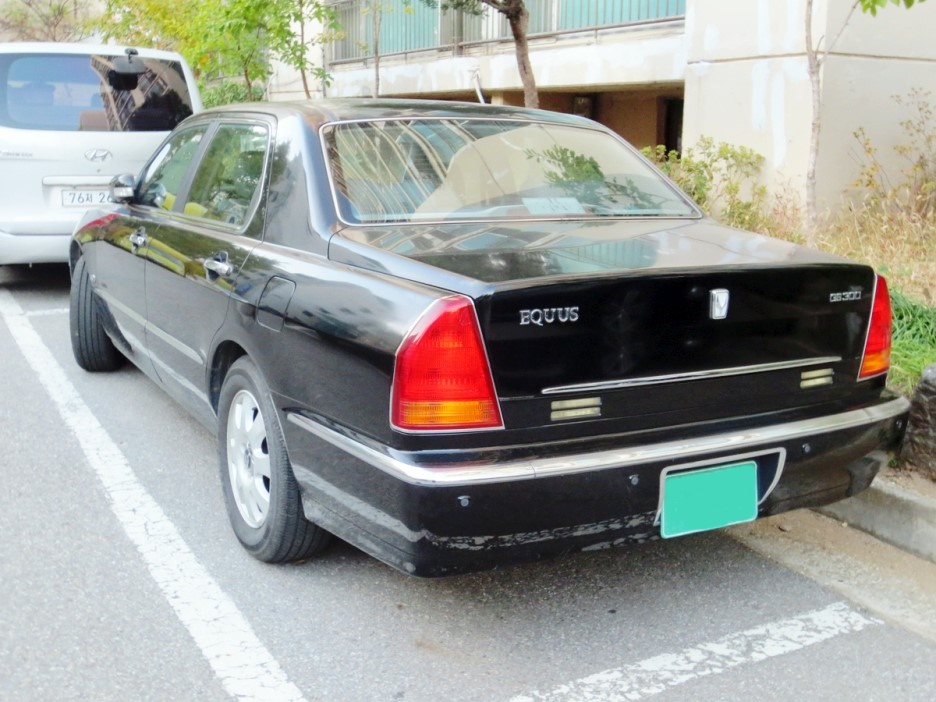
현대 에쿠스 후측면

당초에는 다이너스티의 후속 차종으로 개발되었으나, 계획이 변경되어 다이너스티의 상급 차종으로 바뀌어 1999년 4월 28일에 출시되었으며, 현대자동차와 미쓰비시 자동차 공업의 업무 제휴에 의하여 공동 개발되었다. 공동 개발에 참여하였던 현대자동차에서는 대한민국에서 에쿠스라는 차명으로 팔렸으며, 수출명으로 센티니얼이라는 차명도 사용되었다. 1세대 에쿠스는 데뷔 첫 해인 1999년에 5,637대를 판매하여 쌍용 체어맨의 4,162대를 제치고, 단숨에 대한민국 고급차 시장의 선두로 나서게 되었으며, 일본에서는 미쓰비시 자동차 공업에서 세단은 프라우디아, 스트레치드 리무진은 디그니티라는 차명으로 판매되었으나, 판매가 부진하여 2001년에 조기 단종되었다. 
기교를 억제하고, 직선을 강조한 디자인은 고급차를 찾는 당시의 고객의 취향에 맞춘 것이라고 할 수 있다. 당시로서는 파격적인 보증 기간인 3년 6만km의 무보수 정비 프로그램인 플래티넘 서비스를 대한민국 최초로 선보여 대한민국 자동차 업계에 프리미엄 마케팅을 본격적으로 도입하였다. 초기에는 V6 3.5ℓ 시그마 MPI 엔진과 미쓰비시가 개발한 직분사 방식인 V8 4.5ℓ 오메가 GDI 엔진이 탑재되었고, 출시 5개월 뒤인 1999년 9월 8일에 그랜저 XG(3세대)에도 탑재되었던 V6 3.0ℓ 시그마 MPI 엔진이 추가되었다.
그러나 하이옥탄 가솔린(고급유) 대응으로 나왔던 260마력 V8 4.5ℓ 오메가 GDI 엔진은 당시 대한민국에서 고급휘발유를 판매하는 주유소가 적어서 대한민국 실정에 맞지 않아 추후 270마력 V8 4.5ℓ 오메가 MPI 엔진으로 대체되었다. 모든 엔진에는 5단 자동변속기(V6 3.0ℓ 시그마 MPI 엔진은 F5A51-2, V6 3.5ℓ 시그마 MPI 엔진은 F5A51-3, V8 4.5ℓ 오메가 GDI/MPI 엔진은 F5AH1)가 조합되었으며, 대한민국산 자동차 최초로 차량 자세 제어 장치(VDC)가 적용되었다. 이 때, 스트레치드 리무진이 추가되었다.

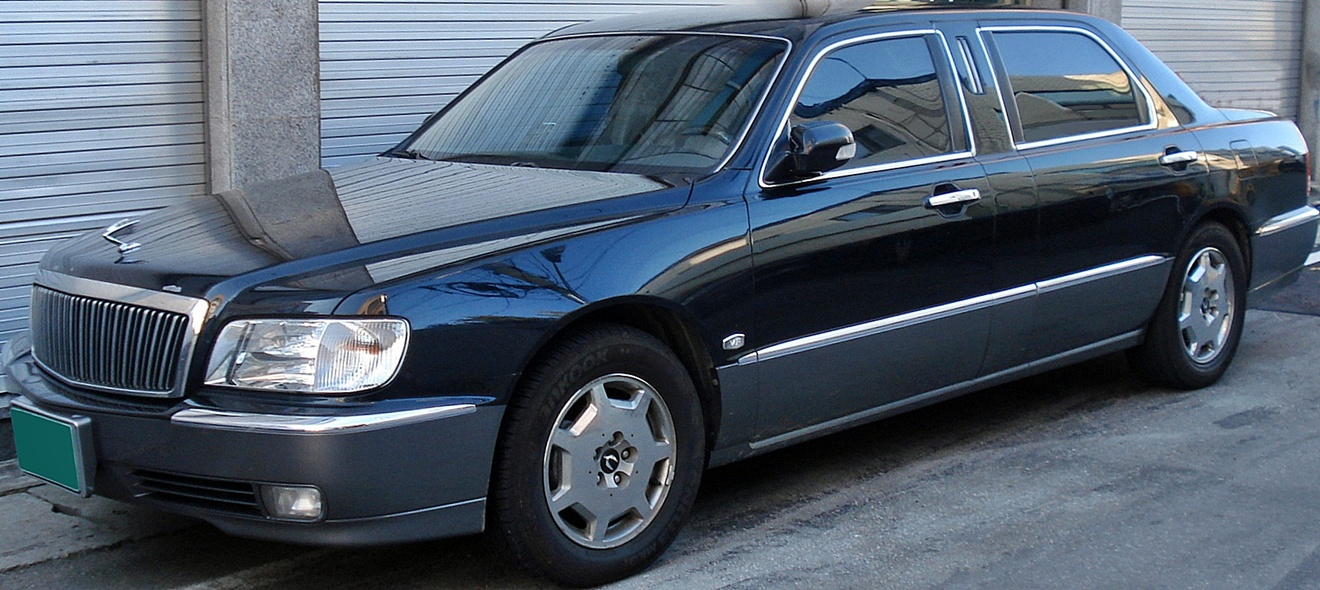
현대 에쿠스 리무진 정측면
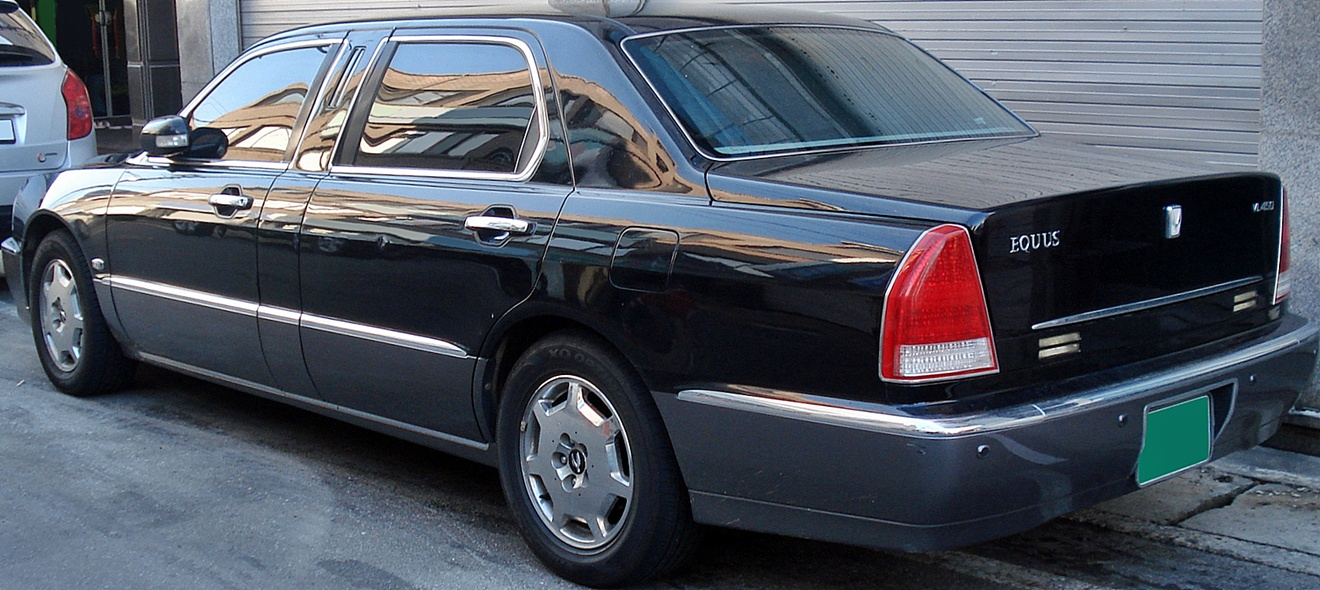
현대 에쿠스 리무진 후측면

| 구분   | 세단 V6 3.0ℓ | 세단 V6 3.5ℓ | 세단 V8 4.5ℓ | 리무진 V6 3.5ℓ | 리무진 V8 4.5ℓ |
| ------ | ------------ | ------------ | ------------ | -------------- | -------------- |
| 에쿠스 | GS300 JS300  | GS350 JS350  | VS450        | JL350          | VL450          |

### 제원
| 구분                 | V6 3.0ℓ MPI 시그마 (세단)                     | V6 3.5ℓ MPI 시그마 (세단)                     | V8 4.5ℓ MPI 오메가 (세단)                 | V8 4.5ℓ GDI 오메가 (세단)              | V6 3.5ℓ MPI 시그마 (리무진)                     | V8 4.5ℓ MPI 오메가 (리무진)               | V8 4.5ℓ GDI 오메가 (리무진)            |
| -------------------- | --------------------------------------------- | --------------------------------------------- | ----------------------------------------- | -------------------------------------- | ----------------------------------------------- | ----------------------------------------- | -------------------------------------- |
| 전장 (mm)            | 5,065                                         | 5,065                                         | 5,065                                     | 5,065                                  | 5,335                                           | 5,335                                     | 5,335                                  |
| 전폭 (mm)            | 1,870                                         | 1,870                                         | 1,870                                     | 1,870                                  | 1,870                                           | 1,870                                     | 1,870                                  |
| 전고 (mm)            | 1,465                                         | 1,465                                         | 1,465                                     | 1,465                                  | 1,475                                           | 1,475                                     | 1,475                                  |
| 축거 (mm)            | 2,830                                         | 2,830                                         | 2,830                                     | 2,830                                  | 3,080                                           | 3,080                                     | 3,080                                  |
| 윤거 (전, mm)        | 1,615                                         | 1,615                                         | 1,615                                     | 1,615                                  | 1,615                                           | 1,615                                     | 1,615                                  |
| 윤거 (후, mm)        | 1,615                                         | 1,615                                         | 1,615                                     | 1,615                                  | 1,615                                           | 1,615                                     | 1,615                                  |
| 승차 정원            | 4명(퍼스트 클래스 VIP 시트 적용시) 5명        | 4명(퍼스트 클래스 VIP 시트 적용시) 5명        | 4명(퍼스트 클래스 VIP 시트 적용시) 5명    | 4명(퍼스트 클래스 VIP 시트 적용시) 5명 | 4명(퍼스트 클래스 VIP 시트 적용시) 5명          | 4명(퍼스트 클래스 VIP 시트 적용시) 5명    | 4명(퍼스트 클래스 VIP 시트 적용시) 5명 |
| 변속기               | 자동 5단                                      | 자동 5단                                      | 자동 5단                                  | 자동 5단                               | 자동 5단                                        | 자동 5단                                  | 자동 5단                               |
| 서스펜션 (전/후)     | 맥퍼슨 스트럿/멀티 링크                       | 맥퍼슨 스트럿/멀티 링크                       | 맥퍼슨 스트럿/멀티 링크                   | 맥퍼슨 스트럿/멀티 링크                | 맥퍼슨 스트럿/멀티 링크                         | 맥퍼슨 스트럿/멀티 링크                   | 맥퍼슨 스트럿/멀티 링크                |
| 구동 형식            | 전륜 구동                                     | 전륜 구동                                     | 전륜 구동                                 | 전륜 구동                              | 전륜 구동                                       | 전륜 구동                                 | 전륜 구동                              |
| 엔진 형식            | G6CT                                          | G6CU                                          | G8AB                                      | G8AA                                   | G6CU                                            | G8AB                                      | G8AA                                   |
| 연료                 | 가솔린                                        | 가솔린                                        | 가솔린                                    | 가솔린                                 | 가솔린                                          | 가솔린                                    | 가솔린                                 |
| 배기량 (cc)          | 2,972                                         | 3,497                                         | 4,498                                     | 4,498                                  | 3,497                                           | 4,498                                     | 4,498                                  |
| 최고 출력 (ps/rpm)   | 203/6,000                                     | 220/5,500 (이후 210/5,500으로 변경)           | 270/5,500                                 | 260/5,000                              | 220/5,500 (이후 210/5,500으로 변경)             | 270/5,500                                 | 260/5,000                              |
| 최대 토크 (kg*m/rpm) | 27.6/4,000                                    | 32.0/3,500 (이후 31.0/3,500으로 변경)         | 38.0/4,500                                | 38.8/3,500                             | 32.0/3,500 (이후 31.0/3,500으로 변경)           | 38.0/4,500                                | 38.8/3,500                             |
| 연료 탱크 용량 (ℓ)   | 80                                            | 80                                            | 80                                        | 80                                     | 80                                              | 80                                        | 80                                     |
| 요소수 탱크 용량 (ℓ) | -                                             | -                                             | -                                         | -                                      | -                                               | -                                         | -                                      |
| 공차 중량 (kg)       | 1,865(자동 5단) (이후 1,945(자동 5단)로 변경) | 1,940(자동 5단) (이후 1,990(자동 5단)로 변경) | 2,050(자동 5단)                           | 1,990(자동 5단)                        | 2,035(자동 5단) (이후 2,069(자동 5단)으로 변경) | 2,165(자동 5단)                           | 2,105(자동 5단)                        |
| 연비 (km/ℓ)          | 8.8(자동 5단) (이후 7.5(자동 5단)로 변경)     | 8.0(자동 5단) (이후 7.2(자동 5단)로 변경)     | 7.7(자동 5단) (이후 6.8(자동 5단)로 변경) | 8.0(자동 5단)                          | 7.7(자동 5단) (이후 7.0(자동 5단)으로 변경)     | 7.5(자동 5단) (이후 6.7(자동 5단)로 변경) | 7.9(자동 5단)                          |

### 뉴 에쿠스 (NEW EQUUS) (2003년11월~2009년3월)

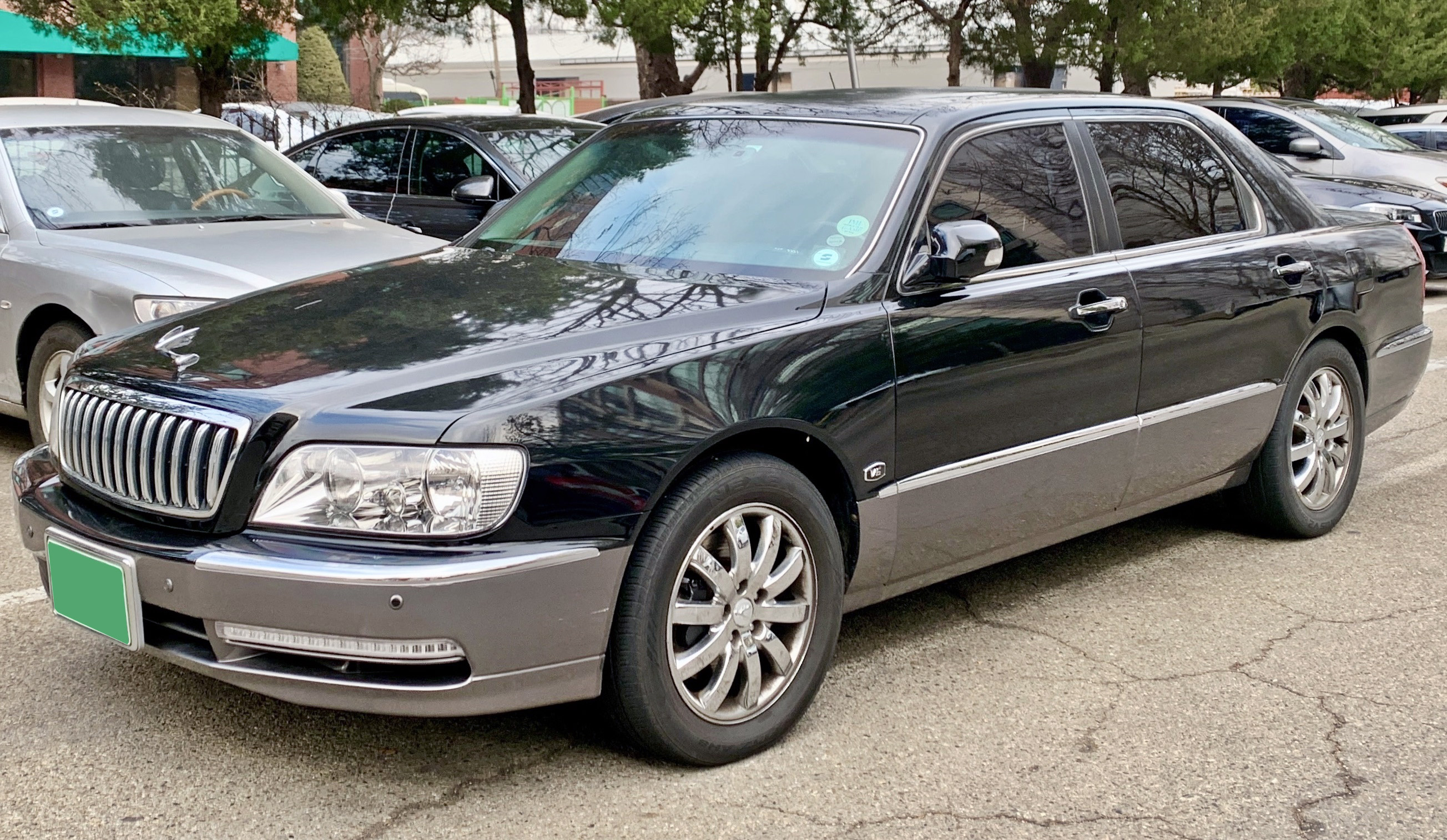
현대 뉴 에쿠스 정측면

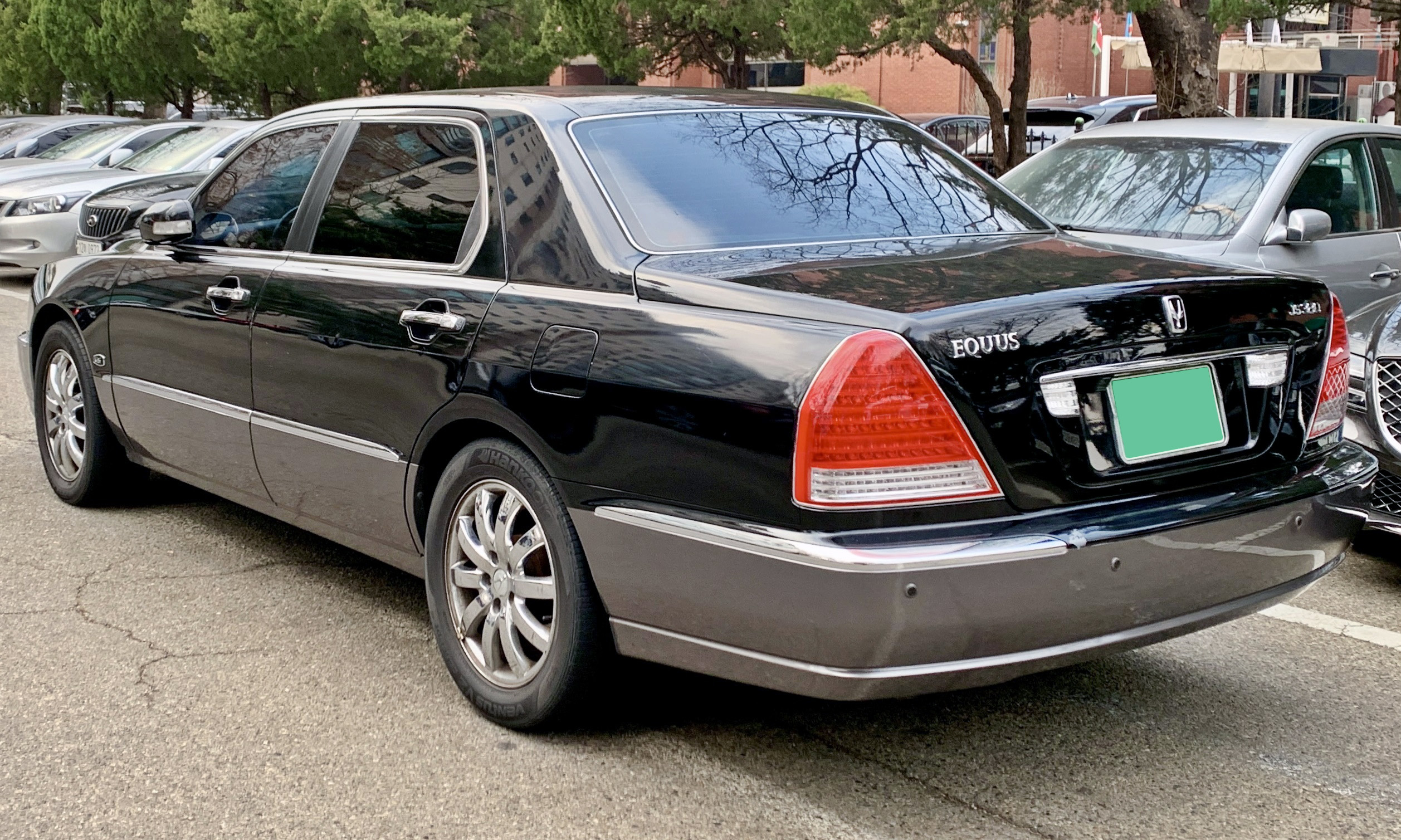
현대 뉴 에쿠스 후측면

2003년 11월 12일에는 페이스 리프트를 거침과 동시에 제동시 하중이 집중되는 전륜에 초대형 17인치 디스크와 4 피스톤 알루미늄 캘리퍼를 적용하여 제동 거리를 8% 단축시켰으며, 엔진 룸 내에 전방 충돌 감지 센서를 적용하였다. 엔진 및 파워 트레인 계통의 보증 기간을 5년 10만km으로 연장하였다. 2005년 2월 16일에는 현대자동차에서 자체 개발한 V6 3.8ℓ 람다 MPI 엔진이 탑재되었고, 동시에 V6 3.0ℓ 시그마 MPI 엔진은 삭제된 2005년형이 선보였다. 이 외에도 최고급 브랜드 이미지 강조를 위하여 V8 4.5ℓ 오메가 MPI 엔진을 탑재한 트림의 수직형 라디에이터 그릴을 모든 트림에 적용하여 외관의 고급화를 실현하였고, 이모빌라이저가 내장된 최첨단 스마트 키 시스템을 적용하여 편의성과 보안성을 높였다. 2006년 2월 6일에는 기존의 V6 3.5ℓ 시그마 MPI 엔진을 대체하는 V6 3.3ℓ 람다 MPI 엔진이 적용된 2006년형이 선보였다. 2008년 12월에 생산이 중단될 때까지 대한민국에서만 총 11만여 대가 판매되었고, 이후 2세대 에쿠스가 출시되기 전까지 재고 차량이 판매되었다.
| 구분      | 세단 V6 3.0ℓ | 세단 V6 3.3ℓ | 세단 V6 3.5ℓ | 세단 V6 3.8ℓ | 세단 V8 4.5ℓ | 리무진 V6 3.5ℓ | 리무진 V6 3.8ℓ | 리무진 V8 4.5ℓ |
| --------- | ------------ | ------------ | ------------ | ------------ | ------------ | -------------- | -------------- | -------------- |
| 뉴 에쿠스 | GS300 JS300  | JS330        | GS350 JS350  | JS380        | VS450        | JL350          | JL380          | VL450          |

### 제원
| 구분                 | V6 3.0ℓ MPI 시그마 (세단)              | V6 3.3ℓ MPI 람다 (세단)                   | V6 3.5ℓ MPI 시그마 (세단)              | V6 3.8ℓ MPI 람다 (세단)                   | V8 4.5ℓ MPI 오메가 (세단)                     | V6 3.5ℓ MPI 시그마 (리무진)            | V6 3.8ℓ MPI 람다 (리무진)              | V8 4.5ℓ MPI 오메가 (리무진)                   |
| -------------------- | -------------------------------------- | ----------------------------------------- | -------------------------------------- | ----------------------------------------- | --------------------------------------------- | -------------------------------------- | -------------------------------------- | --------------------------------------------- |
| 전장 (mm)            | 5,120                                  | 5,120                                     | 5,120                                  | 5,120                                     | 5,120                                         | 5,390                                  | 5,390                                  | 5,390                                         |
| 전폭 (mm)            | 1,870                                  | 1,870                                     | 1,870                                  | 1,870                                     | 1,870                                         | 1,870                                  | 1,870                                  | 1,870                                         |
| 전고 (mm)            | 1,480                                  | 1,480                                     | 1,480                                  | 1,480                                     | 1,480                                         | 1,485                                  | 1,485                                  | 1,485                                         |
| 축거 (mm)            | 2,840                                  | 2,840                                     | 2,840                                  | 2,840                                     | 2,840                                         | 3,090                                  | 3,090                                  | 3,090                                         |
| 윤거 (전, mm)        | 1,615                                  | 1,615                                     | 1,615                                  | 1,615                                     | 1,615                                         | 1,615                                  | 1,615                                  | 1,615                                         |
| 윤거 (후, mm)        | 1,615                                  | 1,615                                     | 1,615                                  | 1,615                                     | 1,615                                         | 1,615                                  | 1,615                                  | 1,615                                         |
| 승차 정원            | 4명(퍼스트 클래스 VIP 시트 적용시) 5명 | 4명(퍼스트 클래스 VIP 시트 적용시) 5명    | 4명(퍼스트 클래스 VIP 시트 적용시) 5명 | 4명(퍼스트 클래스 VIP 시트 적용시) 5명    | 4명(퍼스트 클래스 VIP 시트 적용시) 5명        | 4명(퍼스트 클래스 VIP 시트 적용시) 5명 | 4명(퍼스트 클래스 VIP 시트 적용시) 5명 | 4명(퍼스트 클래스 VIP 시트 적용시) 5명        |
| 변속기               | 자동 5단                               | 자동 5단                                  | 자동 5단                               | 자동 5단                                  | 자동 5단                                      | 자동 5단                               | 자동 5단                               | 자동 5단                                      |
| 서스펜션 (전/후)     | 맥퍼슨 스트럿/멀티 링크                | 맥퍼슨 스트럿/멀티 링크                   | 맥퍼슨 스트럿/멀티 링크                | 맥퍼슨 스트럿/멀티 링크                   | 맥퍼슨 스트럿/멀티 링크                       | 맥퍼슨 스트럿/멀티 링크                | 맥퍼슨 스트럿/멀티 링크                | 맥퍼슨 스트럿/멀티 링크                       |
| 구동 형식            | 전륜 구동                              | 전륜 구동                                 | 전륜 구동                              | 전륜 구동                                 | 전륜 구동                                     | 전륜 구동                              | 전륜 구동                              | 전륜 구동                                     |
| 엔진 형식            | G6CT                                   | G6DB                                      | G6CU                                   | G6DA                                      | G8AB                                          | G6CU                                   | G6DA                                   | G8AB                                          |
| 연료                 | 가솔린                                 | 가솔린                                    | 가솔린                                 | 가솔린                                    | 가솔린                                        | 가솔린                                 | 가솔린                                 | 가솔린                                        |
| 배기량 (cc)          | 2,972                                  | 3,342                                     | 3,497                                  | 3,778                                     | 4,498                                         | 3,497                                  | 3,778                                  | 4,498                                         |
| 최고 출력 (ps/rpm)   | 203/6,000                              | 247/6,000                                 | 210/5,500                              | 252/6,000 (이후 266/6,000으로 변경)       | 270/5,500 (이후 268/5,500으로 변경)           | 210/5,500                              | 252/6,000 (이후 266/6,000으로 변경)    | 270/5,500 (이후 268/5,500으로 변경)           |
| 최대 토크 (kg*m/rpm) | 27.6/4,000                             | 31.5/4,500                                | 31.0/3,500                             | 35.0/3,500 (이후 36.0/4,500으로 변경)     | 38.0/4,500 (이후 37.6/4,000으로 변경)         | 31.0/3,500                             | 35.0/3,500 (이후 36.0/4,500으로 변경)  | 38.0/4,500 (이후 37.6/4,000으로 변경)         |
| 연료 탱크 용량 (ℓ)   | 80                                     | 80                                        | 80                                     | 80                                        | 80                                            | 80                                     | 80                                     | 80                                            |
| 요소수 탱크 용량 (ℓ) | -                                      | -                                         | -                                      | -                                         | -                                             | -                                      | -                                      | -                                             |
| 공차 중량 (kg)       | 1,945(자동 5단)                        | 1,965(자동 5단)                           | 1,990(자동 5단)                        | 1,981(자동 5단)                           | 2,050(자동 5단) (이후 2,055(자동 5단)로 변경) | 2,069(자동 5단)                        | 2,072(자동 5단)                        | 2,165(자동 5단) (이후 2,185(자동 5단)로 변경) |
| 연비 (km/ℓ)          | 7.5(자동 5단)                          | 7.9(자동 5단) (이후 8.2(자동 5단)로 변경) | 7.2(자동 5단)                          | 7.6(자동 5단) (이후 7.9(자동 5단)로 변경) | 6.8(자동 5단) (이후 6.9(자동 5단)로 변경)     | 7.0(자동 5단)                          | 7.3(자동 5단)                          | 6.7(자동 5단) (이후 6.8(자동 5단)로 변경)     |
| Co2 배출량 (g/km)    | -                                      | 284(자동 5단)                             | -                                      | 307(자동 5단) (이후 295(자동 5단)로 변경) | 349(자동 5단)                                 | -                                      | 320(자동 5단)                          | 350(자동 5단)                                 |

## 2세대(VI)

### 뉴 에쿠스 (NEW EQUUS) (2009년3월~2015년12월)

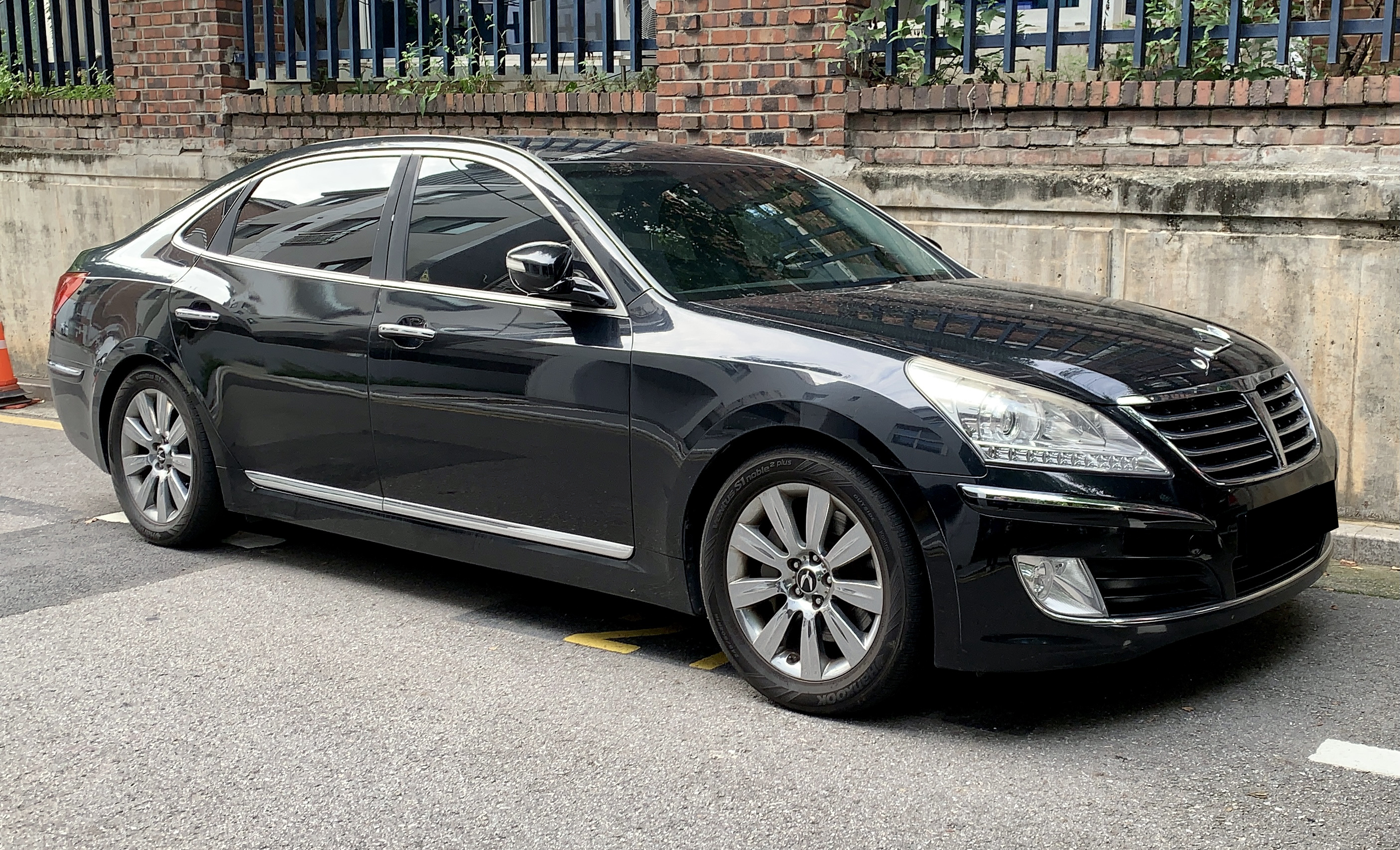
현대 뉴 에쿠스 (전기형) 정측면

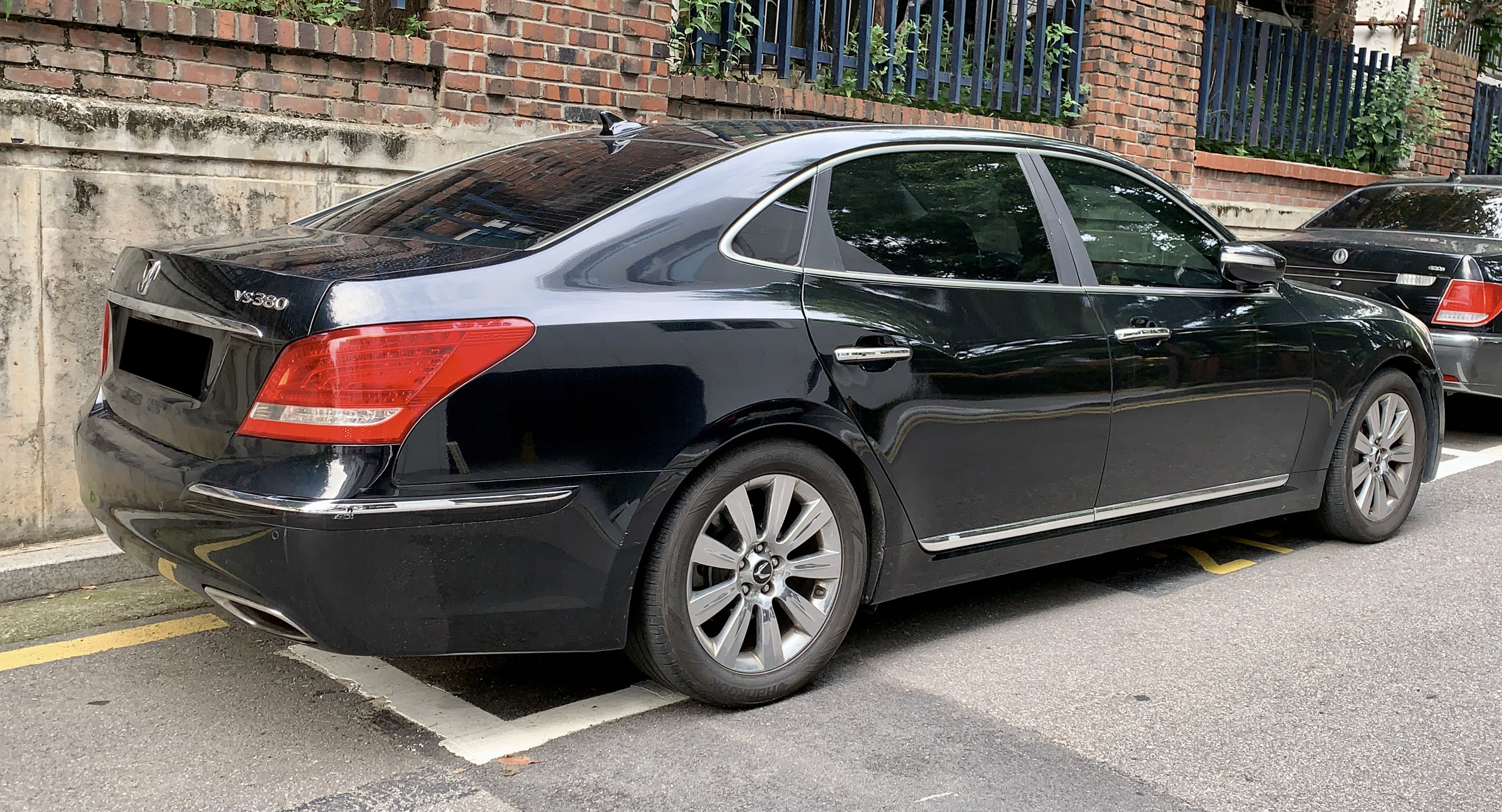
현대 뉴 에쿠스 (전기형) 후측면

출시에 앞서 현대자동차는 2008년 8월 18일에 외관의 실루엣 화상과 간단한 개요를 발표하고, 2009년 2월 18일에는 대한민국 매스컴 전용의 시승회가 개최되는 등의 티저 캠페인을 하였다. 시승회에서 비교 차종으로는 렉서스 LS와 메르세데스-벤츠 S 클래스가 준비되었고, 그해 3월 11일에 출시되었다. 전륜구동이었던 1세대와 달리, 2세대 에쿠스는 제네시스의 플랫폼을 공유하여 후륜구동이다. V6 3.8ℓ 람다 MPI 엔진과 V8 4.6ℓ 타우 MPI 엔진이 탑재되었고, 6단 자동변속기가 조합되었다. 위험 상황을 사전에 판단하여 시트 벨트를 당겨주는 프리 세이프 시트 벨트, 차선 이탈 위험시 경고하는 차선 이탈 경보 시스템, 스티어링 휠 조작에 따른 차량의 예상 진행 경로를 표시하여 주차 편의성을 향상시킨 후방 주차 가이드 시스템 등이 달렸다. 차체에 곡선이 많이 사용된 것은 직선 위주의 차체를 가진 1세대 에쿠스와의 차이점이다. 같은 해 9월 29일에는 V6 3.8ℓ 람다 MPI 엔진과 V8 5.0ℓ 타우 MPI 엔진을 탑재한 스트레치드 리무진이 선보였다. 2011년 3월부터 V6 3.8ℓ 람다 GDI 엔진과 V8 5.0ℓ 타우 GDI 엔진이 장착되고, 8단 자동변속기가 조합되었다. 타우의 4.6리터 버전은 일반 가솔린 대응이지만, 5.0리터 버전은 MPI와 GDI 모두 하이옥탄 가솔린(고급유) 대응이다.
한때 미국 수출명은 제네시스 프레스티지가 될 것이 유력하였으나, 에쿠스의 차명이 미국 언론을 통하여 대대적으로 소개되어 굳이 이름을 바꿀 필요가 없다는 현실론이 제기됨에 따라 미국 현지에서의 차명 역시 에쿠스로 확정되어 2010년 12월에 출시했다. 2012년 12월 6일에 범퍼 크롬 몰딩 삭제, 대시보드 개선, 전자식 8단 자동변속기, 반광 라디에이터 그릴, 풀 컬러 헤드업 디스플레이 적용 등의 변화를 가졌다. 2013년 3월에 개최된 서울 모터쇼에 에르메스가 직접 디자인과 인테리어 제작에 참여한 뉴 에쿠스 by 에르메스가 출품되었으나, 양산되지는 않았다. 2015년 1월 13일에 선보인 2015년형은 세로형 버티컬 라디에이터 그릴과 17 스피커 렉시콘 사운드 시스템이 기본 적용되고, 고스트 도어 클로징과 19인치 알로이 휠이 확대 적용되었다. 이와 함께 VL380 리무진 모델은 삭제되었다.
2015년 12월에 고급차 브랜드로 편성된 제네시스 EQ900(이후 G90으로 모델명 변경)의 출시에 따라 단종되었다. 그러나 제네시스 브랜드의 상표가 등록되지 않는 일부 국가에는 여전히 에쿠스라는 이름으로 팔리고 있다. 제네시스로 넘어간 후에도 G90은 에쿠스의 후계 모델로 인정되고 있다.

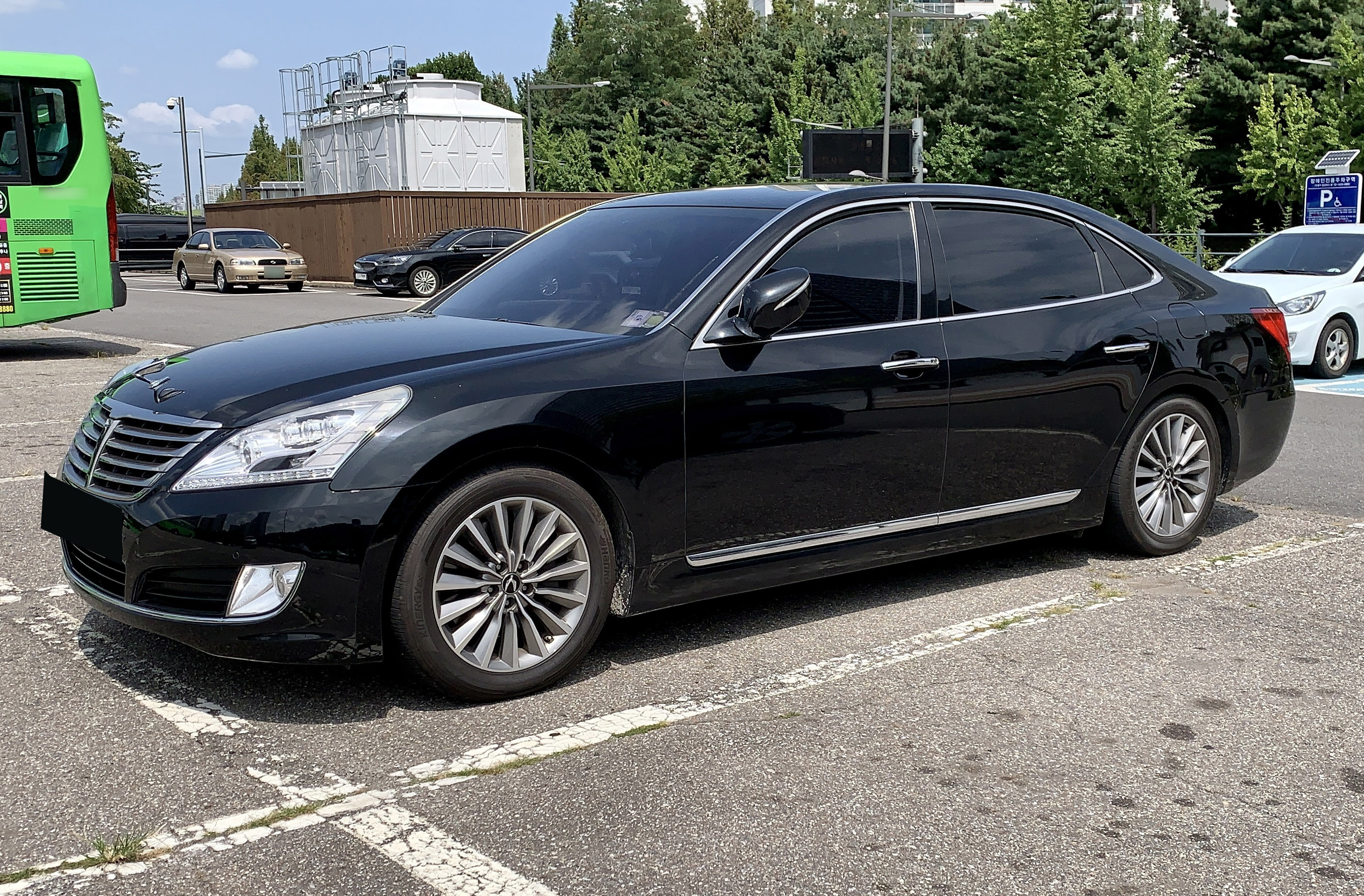
현대 뉴 에쿠스 (후기형) 정측면
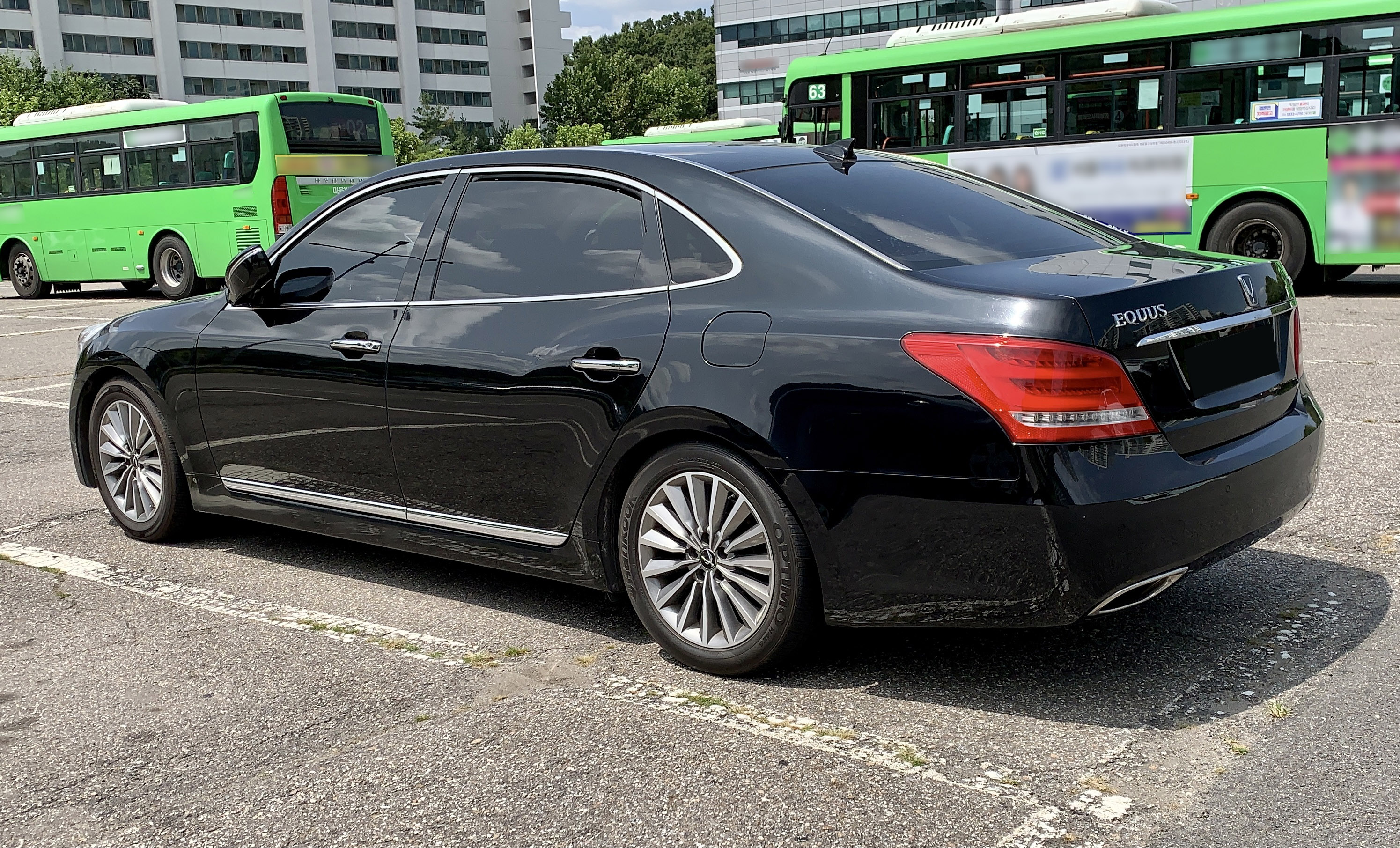
현대 뉴 에쿠스 (후기형) 후측면
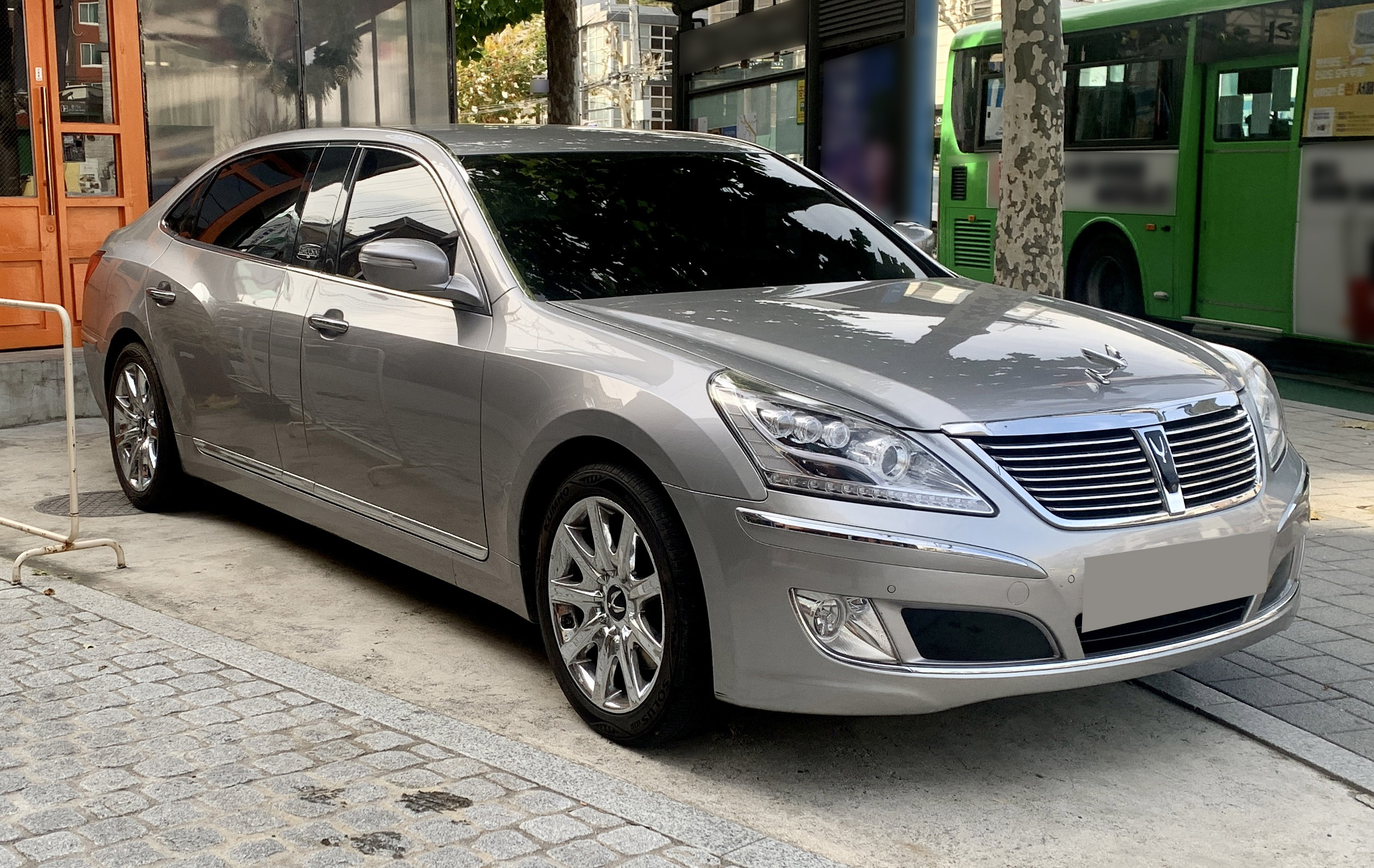
현대 뉴 에쿠스 리무진 (전기형) 정측면
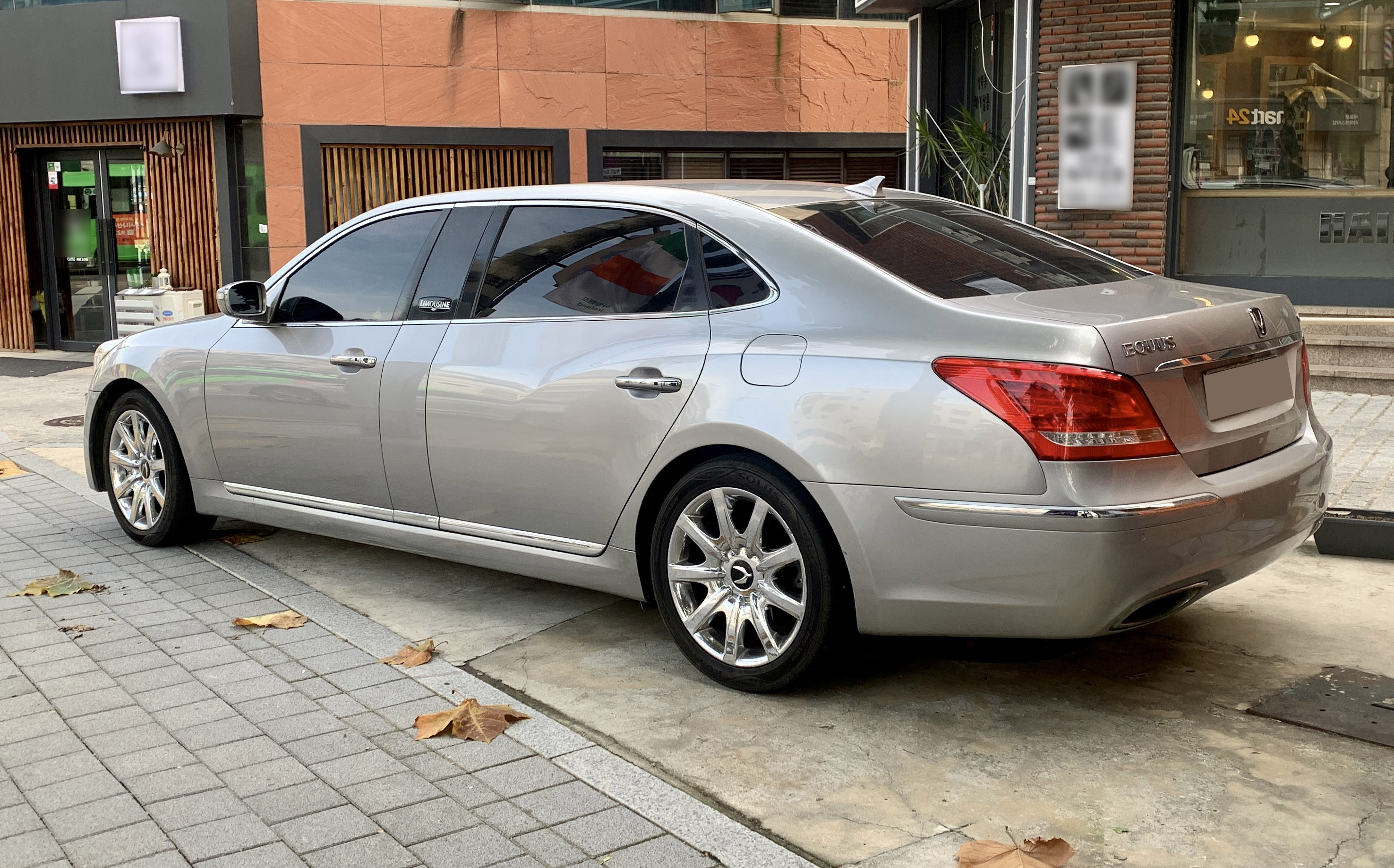
현대 뉴 에쿠스 리무진 (전기형) 후측면
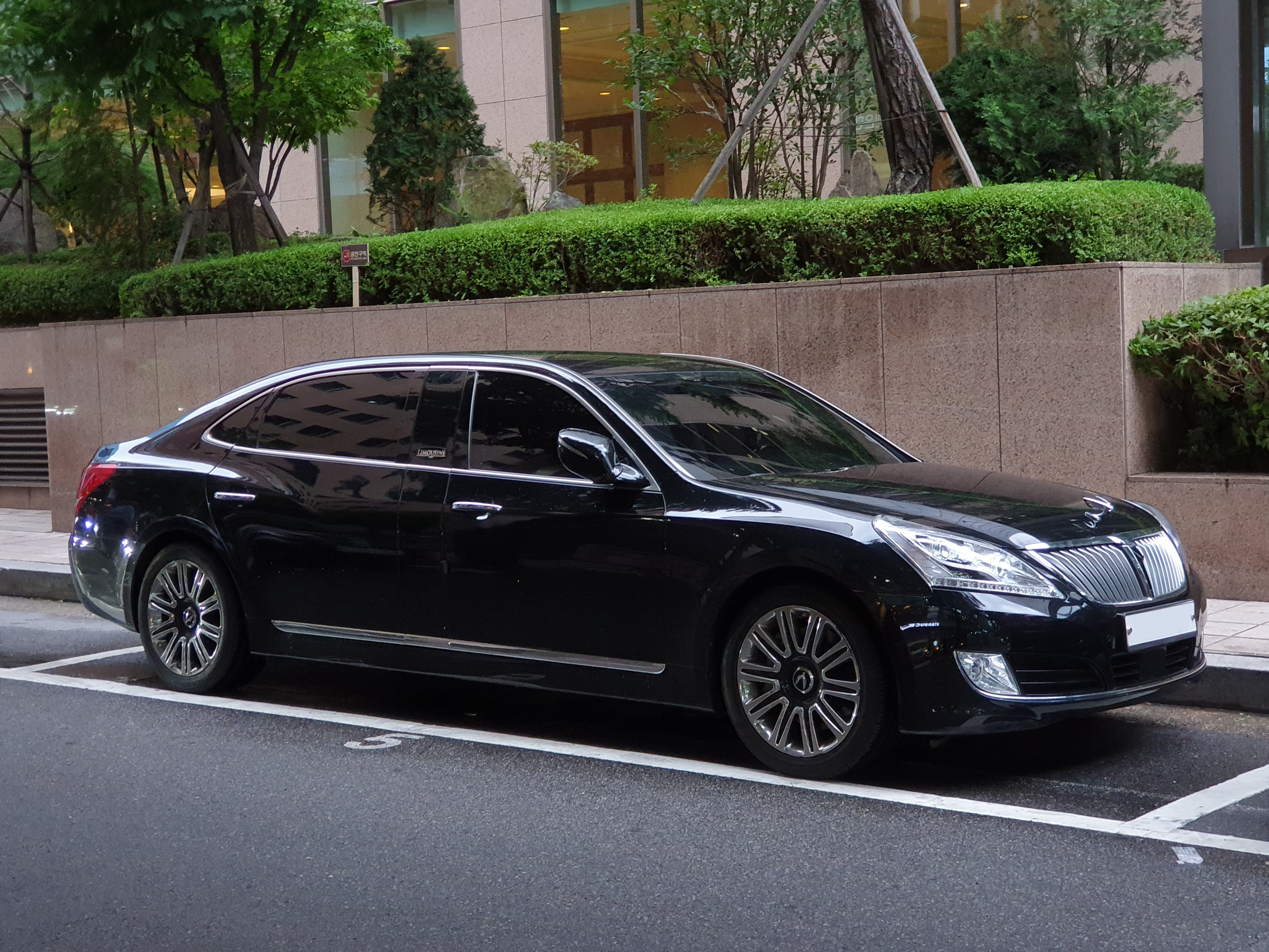
현대 뉴 에쿠스 리무진 (후기형) 정측면
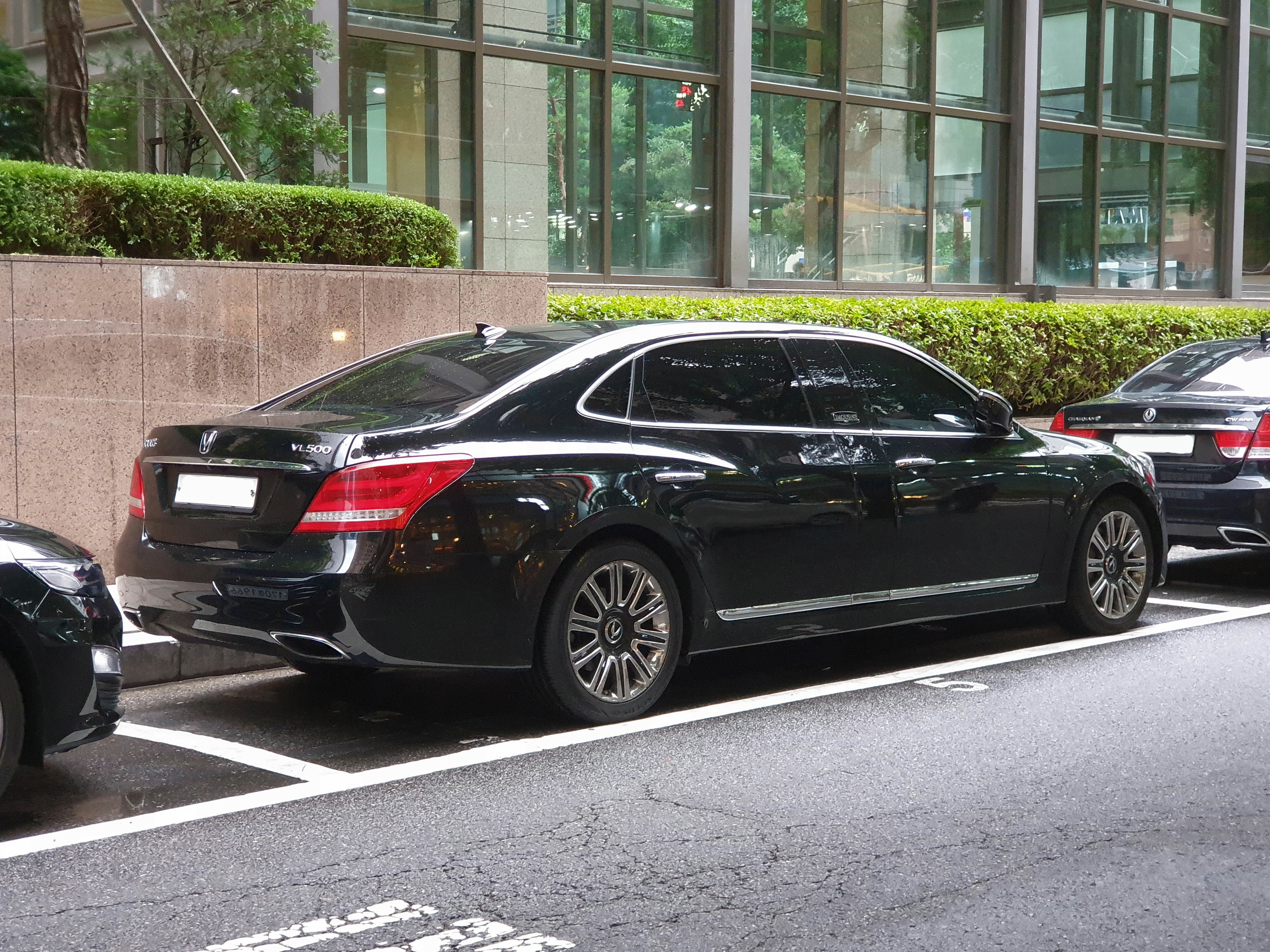
현대 뉴 에쿠스 리무진 (후기형) 후측면
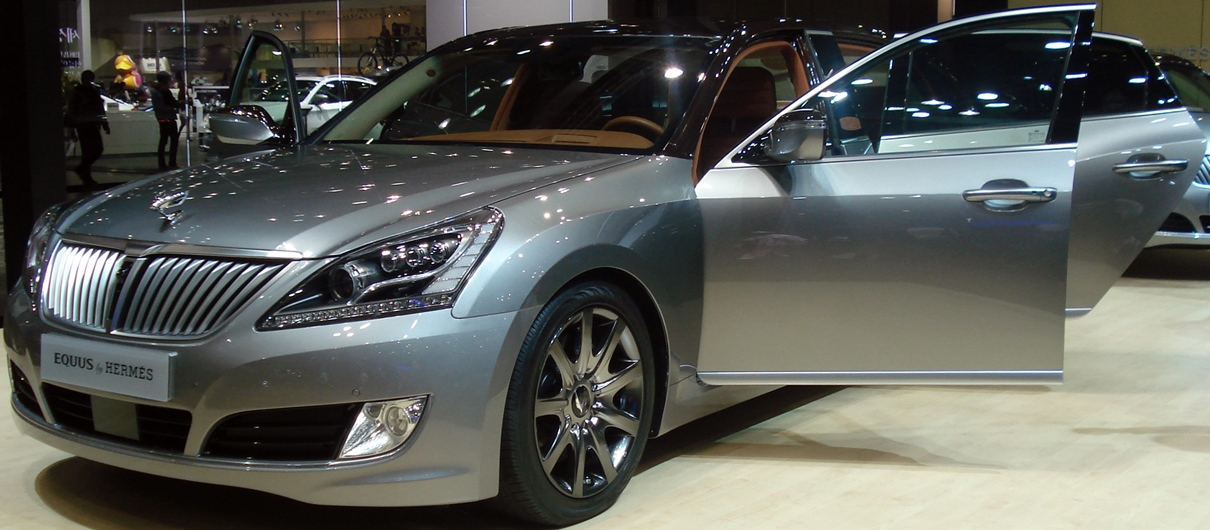
현대 뉴 에쿠스 by 에르메스 정측면
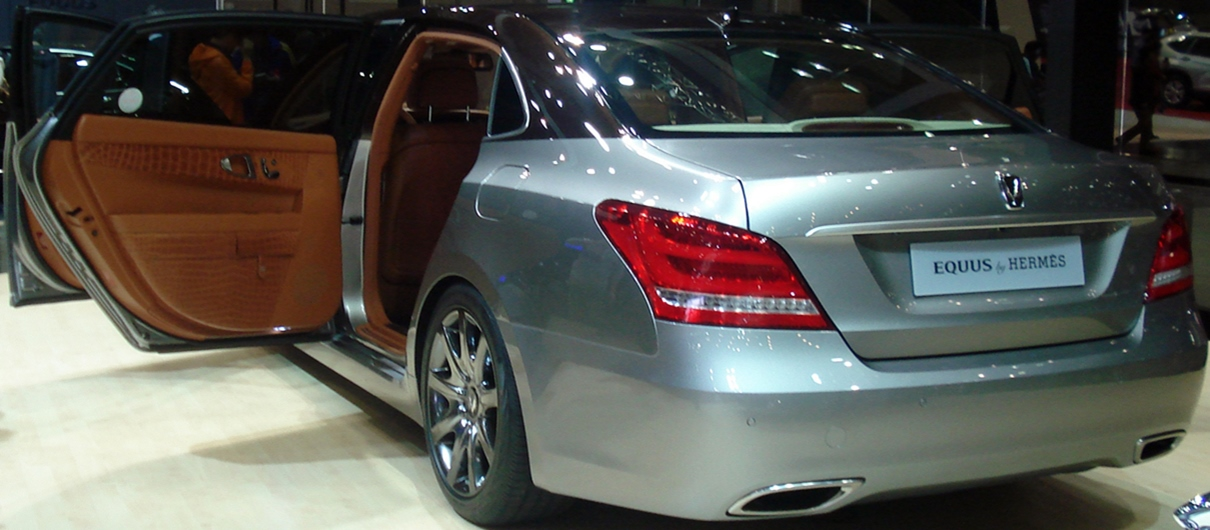
현대 뉴 에쿠스 by 에르메스 후측면
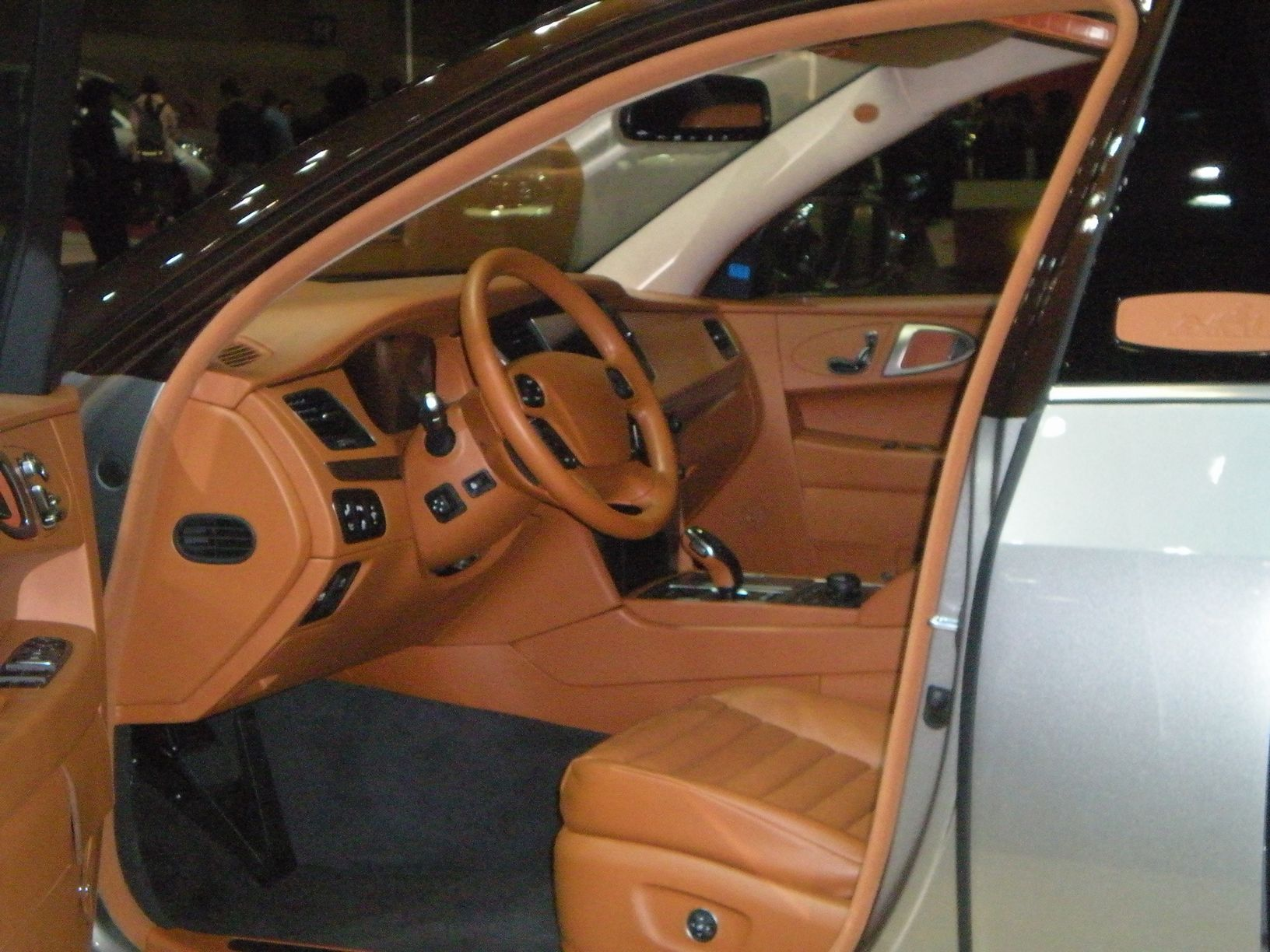
현대 뉴 에쿠스 by 에르메스 실내

| 구분      | 세단 V6 3.8ℓ | 세단 V6 4.6ℓ     | 세단 V8 5.0ℓ     | 리무진 V6 3.8ℓ   | 리무진 V8 5.0ℓ   |
| --------- | --- | ---------------- | ---------------- | ---------------- | ---------------- |
| 뉴 에쿠스 | VS380 럭셔리(이후 VS380 모던으로 변경) VS380 프라임/프라임 VIP(이후 VS380 프리미엄으로 통합) VS380 프레스티지(이후 VS380 익스클루시브로 변경) VS380 프레스티지 VIP I/프레스티지 VIP II(이후 VS380 프레스티지 VVIP 팩으로 통합 → VS380 프레스티지로 변경) | VS460 프레스티지 | VS500 프레스티지 | VL380 프레스티지 | VL500 프레스티지 |

### 제원(전기형)
| 구분                 | V6 3.8ℓ MPI 람다 (세단)                | V6 3.8ℓ GDI 람다 (세단)                | V8 4.6ℓ MPI 타우 (세단)                | V8 5.0ℓ GDI 타우 (세단)                | V6 3.8ℓ MPI 람다 (리무진)              | V6 3.8ℓ GDI 람다 (리무진)              | V8 5.0ℓ MPI 타우 (리무진)              | V8 5.0ℓ GDI 타우 (리무진)              |
| -------------------- | -------------------------------------- | -------------------------------------- | -------------------------------------- | -------------------------------------- | -------------------------------------- | -------------------------------------- | -------------------------------------- | -------------------------------------- |
| 전장 (mm)            | 5,160                                  | 5,160                                  | 5,160                                  | 5,160                                  | 5,460                                  | 5,460                                  | 5,460                                  | 5,460                                  |
| 전폭 (mm)            | 1,900                                  | 1,900                                  | 1,900                                  | 1,900                                  | 1,900                                  | 1,900                                  | 1,900                                  | 1,900                                  |
| 전고 (mm)            | 1,495 1,490(에어 서스펜션 적용시)      | 1,495 1,490(에어 서스펜션 적용시)      | 1,495 1,490(에어 서스펜션 적용시)      | 1,495 1,490(에어 서스펜션 적용시)      | 1,495 1,490(에어 서스펜션 적용시)      | 1,495 1,490(에어 서스펜션 적용시)      | 1,495 1,490(에어 서스펜션 적용시)      | 1,495 1,490(에어 서스펜션 적용시)      |
| 축거 (mm)            | 3,045                                  | 3,045                                  | 3,045                                  | 3,045                                  | 3,345                                  | 3,345                                  | 3,345                                  | 3,345                                  |
| 윤거 (전, mm)        | 1,625(R17) 1,616(R18) 1,620(R19)       | 1,625(R17) 1,616(R18) 1,620(R19)       | 1,625(R17) 1,616(R18) 1,620(R19)       | 1,625(R17) 1,616(R18) 1,620(R19)       | 1,620(R19)                             | 1,620(R19)                             | 1,620(R19)                             | 1,620(R19)                             |
| 윤거 (후, mm)        | 1,641(R17) 1,633(R18) 1,627(R19)       | 1,641(R17) 1,633(R18) 1,627(R19)       | 1,641(R17) 1,633(R18) 1,627(R19)       | 1,641(R17) 1,633(R18) 1,627(R19)       | 1,627(R19)                             | 1,627(R19)                             | 1,627(R19)                             | 1,627(R19)                             |
| 승차 정원            | 4명(퍼스트 클래스 VIP 시트 적용시) 5명 | 4명(퍼스트 클래스 VIP 시트 적용시) 5명 | 4명(퍼스트 클래스 VIP 시트 적용시) 5명 | 4명(퍼스트 클래스 VIP 시트 적용시) 5명 | 4명(퍼스트 클래스 VIP 시트 적용시) 5명 | 4명(퍼스트 클래스 VIP 시트 적용시) 5명 | 4명(퍼스트 클래스 VIP 시트 적용시) 5명 | 4명(퍼스트 클래스 VIP 시트 적용시) 5명 |
| 변속기               | 자동 6단                               | 자동 8단                               | 자동 6단                               | 자동 8단                               | 자동 6단                               | 자동 8단                               | 자동 6단                               | 자동 8단                               |
| 서스펜션 (전/후)     | 멀티 링크/멀티 링크                    | 멀티 링크/멀티 링크                    | 멀티 링크/멀티 링크                    | 멀티 링크/멀티 링크                    | 멀티 링크/멀티 링크                    | 멀티 링크/멀티 링크                    | 멀티 링크/멀티 링크                    | 멀티 링크/멀티 링크                    |
| 구동 형식            | 후륜 구동                              | 후륜 구동                              | 후륜 구동                              | 후륜 구동                              | 후륜 구동                              | 후륜 구동                              | 후륜 구동                              | 후륜 구동                              |
| 엔진 형식            | G6DA                                   | G6DJ                                   | G8BA                                   | G8BE                                   | G6DA                                   | G6DJ                                   | G8BB                                   | G8BE                                   |
| 연료                 | 가솔린                                 | 가솔린                                 | 가솔린                                 | 가솔린                                 | 가솔린                                 | 가솔린                                 | 가솔린                                 | 가솔린                                 |
| 배기량 (cc)          | 3,778                                  | 3,778                                  | 4,627                                  | 5,038                                  | 3,778                                  | 3,778                                  | 5,038                                  | 5,038                                  |
| 최고 출력 (ps/rpm)   | 290/6,200                              | 334/6,400                              | 366/6,500                              | 430/6,400(프리미엄 연료)               | 290/6,200                              | 334/6,400                              | 400/6,400(프리미엄 연료)               | 430/6,400(프리미엄 연료)               |
| 최대 토크 (kg*m/rpm) | 36.5/4,500                             | 40.3/5,100                             | 44.8/3,500                             | 52.0/5,000(프리미엄 연료)              | 36.5/4,500                             | 40.3/5,100                             | 51.0/3,500(프리미엄 연료)              | 52.0/5,000(프리미엄 연료)              |
| 연료 탱크 용량 (ℓ)   | 77                                     | 77                                     | 77                                     | 77                                     | 77                                     | 77                                     | 77                                     | 77                                     |
| 요소수 탱크 용량 (ℓ) | -                                      | -                                      | -                                      | -                                      | -                                      | -                                      | -                                      | -                                      |
| 공차 중량 (kg)       | 1,875(자동 6단)                        | 1,915(자동 8단)                        | 2,025(자동 6단)                        | 2,040(자동 8단)                        | 2,040(자동 6단)                        | 2,065(자동 8단)                        | 2,125(자동 6단)                        | 2,150(자동 8단)                        |
| 연비 (km/ℓ)          | 9.3(자동 6단)                          | 9.7(자동 8단)                          | 8.8(자동 6단)                          | 8.8(자동 8단)                          | 9.0(자동 6단)                          | 9.4(자동 8단)                          | 8.0(자동 6단)                          | 8.1(자동 8단)                          |
| Co2 배출량 (g/km)    | 252(자동 6단)                          | 240(자동 8단)                          | 265(자동 6단)                          | 265(자동 8단)                          | 259(자동 6단)                          | 248(자동 8단)                          | 294(자동 6단)                          | 289(자동 8단)                          |

### 제원(후기형)
| 구분                 | V6 3.8ℓ GDI 람다 (세단)                | V8 5.0ℓ GDI 타우 (세단)                | V6 3.8ℓ GDI 람다 (리무진)              | V8 5.0ℓ GDI 타우 (리무진)              |
| -------------------- | -------------------------------------- | -------------------------------------- | -------------------------------------- | -------------------------------------- |
| 전장 (mm)            | 5,160                                  | 5,460                                  | 5,160                                  | 5,460                                  |
| 전폭 (mm)            | 1,900                                  | 1,900                                  | 1,900                                  | 1,900                                  |
| 전고 (mm)            | 1,495 1,490(에어 서스펜션 적용시)      | 1,490                                  | 1,490                                  | 1,490                                  |
| 축거 (mm)            | 3,045                                  | 3,345                                  | 3,045                                  | 3,345                                  |
| 윤거 (전, mm)        | 1,616(R18) 1,620(R19)                  | 1,620(R19)                             | 1,620(R19)                             | 1,620(R19)                             |
| 윤거 (후, mm)        | 1,633(R18) 1,627(R19)                  | 1,627(R19)                             | 1,627(R19)                             | 1,627(R19)                             |
| 승차 정원            | 4명(퍼스트 클래스 VIP 시트 적용시) 5명 | 4명(퍼스트 클래스 VIP 시트 적용시) 5명 | 4명(퍼스트 클래스 VIP 시트 적용시) 5명 | 4명(퍼스트 클래스 VIP 시트 적용시) 5명 |
| 변속기               | 자동 8단                               | 자동 8단                               | 자동 8단                               | 자동 8단                               |
| 서스펜션 (전/후)     | 멀티 링크/멀티 링크                    | 멀티 링크/멀티 링크                    | 멀티 링크/멀티 링크                    | 멀티 링크/멀티 링크                    |
| 구동 형식            | 후륜 구동                              | 후륜 구동                              | 후륜 구동                              | 후륜 구동                              |
| 엔진 형식            | G6DJ                                   | G8BE                                   | G6DJ                                   | G8BE                                   |
| 연료                 | 가솔린                                 | 가솔린                                 | 가솔린                                 | 가솔린                                 |
| 배기량 (cc)          | 3,778                                  | 5,038                                  | 3,778                                  | 5,038                                  |
| 최고 출력 (ps/rpm)   | 334/6,400                              | 416/6,400(프리미엄 연료)               | 334/6,400                              | 416/6,400(프리미엄 연료)               |
| 최대 토크 (kg*m/rpm) | 40.3/5,100                             | 52.0/5,000(프리미엄 연료)              | 40.3/5,100                             | 52.0/5,000(프리미엄 연료)              |
| 연료 탱크 용량 (ℓ)   | 77                                     | 77                                     | 77                                     | 77                                     |
| 요소수 탱크 용량 (ℓ) | -                                      | -                                      | -                                      | -                                      |
| 공차 중량 (kg)       | 1,915(자동 8단)                        | 2,040(자동 8단)                        | 2,065(자동 8단)                        | 2,150(자동 8단)                        |
| 연비 (km/ℓ)          | 도심 7.5/고속 11.6/복합 8.9(자동 8단)  | 도심 6.8/고속 10.3/복합 8.1(자동 8단)  | 도심 7.1/고속 10.7/복합 8.4(자동 8단)  | 도심 6.3/고속 9.4/복합 7.4(자동 8단)   |
| Co2 배출량 (g/km)    | 201(자동 8단)                          | 223(자동 8단)                          | 214(자동 8단)                          | 244(자동 8단)                          |

## 역대 슬로건

### 1세대(LZ/YJ)
- 대한민국을 움직이는 당신 (뉴 에쿠스)

### 2세대(VI)
- TRUE PRESTIGE (뉴 에쿠스)

## 일화
- 1세대 에쿠스 출시 당시 최고급 트림에 탑재되던 V8 4.5ℓ 오메가 GDI 엔진은 대한민국산 승용차 최초로 탑재된 8기통 엔진일 뿐만 아니라, 당시 대한민국에서 만들어진 승용차의 최대 배기량 기록(기아 엔터프라이즈의 V6 3.6ℓ MPI 엔진)까지도 갱신하게 되었다. 출시 이후에도 커튼 에어백(2001년), 액티브 헤드 레스트(2002년), 냉·난방 통풍 시트(2003년), 대기 정화 라디에이터(2003년), 지상파 DMB(세계 최초, 2006년), 세계 유명 가죽시트 제조사인 알칸타라의 시트를 적용한 알칸타라 셀렉션(2007년) 등 에쿠스는 대한민국 최초라는 수식어를 다는 경우가 많았다. 차체의 형태에 따라 크게 세단과 리무진으로 나뉘며, 라인업은 엔진과 편의 장비에 따라 약 10가지 사양으로 나뉘었다.

- 1세대 에쿠스는 대한민국을 찾아오는 세계의 명사들과 인연이 많은 차종이기도 하다. 2001년에 열린 세계 3대 테너의 한·일 월드컵 기념 공연에 의전 차량으로 사용되었고,[10] 2002년에는 현대자동차가 한·일 월드컵에서 대한민국 축구 국가대표팀의 4강 신화 달성에 대한 축하와 감사의 뜻으로 거스 히딩크 감독에게 선물하기도 하였으며,[11] 2005년에 부산에서 개최된 아시아 태평양 경제협력체(APEC) 회담의 공식 의전 차량으로도 쓰이는 등[12] 세계 명사를 모시는 대한민국의 대표적인 고급차로 자리를 잡았다.

- 1세대 에쿠스 최고급 트림에 탑재된 V8 4.5ℓ 오메가 GDI 엔진은 미쓰비시가 개발한 엔진으로, 당시로서는 획기적인 기술인 가솔린 직접 분사 방식을 도입해 상당히 화려하게 등장하였다. 빠른 가속 성능과 부드러운 세팅을 보여주었고, 고속 주행에서도 안정적인 성능을 보여준다는 장점이 있으나, 가솔린 직분사 기술이 현재와 같이 발전하지 못하였고, 전체적인 엔진 컨트롤 시스템도 완벽하지 않아서 초기에는 연료의 품질에 따라 문제를 일으켰다. 특히 당시 고급 휘발유 판매가 대중적이지 않았기 때문에 이 문제는 심각한 결함으로까지 인식되어 V8 4.5ℓ GDI 오메가 엔진이 탑재된 트림을 구입한 고객들로부터 많은 불만을 사게 되었다. 결국 2001년에 출시된 2002년형에서 현대자동차는 직접 분사 방식을 다중 분사 방식으로 변경한 V8 4.5ℓ 오메가 MPI 엔진을 추가로 내놓았으며, 2003년형부터 문제가 되었던 V8 4.5ℓ 오메가 GDI 엔진을 라인업에서 삭제하기에 이르렀다.

- 2010년 서울 G20 정상회의에는 G20 정상들의 의전차량으로 2세대 에쿠스 리무진 30대가 사용되었다. 그밖의 공식 의전차량으로 BMW 7 시리즈 34대, 아우디 A8 34대, 크라이슬러 300C 10대, 현대 스타렉스, 기아 모하비, 기아 카니발 등 총 240여대가 사용되었다.[13] 회의 이후에는 사전 예약된 구매자들이 행사 차량을 인도받았다.[14]

- 아르메니아에 거주하는 아르메니아인 의사 알렉스 말라얀은 2011년 4월에 그가 운전하던 2세대 에쿠스가 6개의 기둥과 충돌 후 차량이 전복되는 큰 교통 사고를 당하였는데, 사고 직후 에쿠스 내부에는 손상이 거의 없었고, 그 또한 멀쩡이 걸어 나올 수 있었다. 그는 에쿠스의 뛰어난 품질 덕분에 자신의 목숨을 지킬 수 있었다는 내용의 전자 우편을 현대자동차 양승석 사장에게 보냈으며, 생명을 지켜준 에쿠스를 재구매할 예정이라고 밝혔다.[15]

- 2세대 에쿠스는 2011년 7월에 JD 파워가 발표한 2011년 상품성 만족도 조사에서 전체 조사 대상 234개 차종 가운데 1위를 차지하였다. 에쿠스는 1,000점 만점에 904점을 획득하여 BMW 7 시리즈(889점, 2위), 아우디 A8(880점, 3위), 메르세데스-벤츠 S 클래스(876점, 5위), 렉서스 LS(873점, 6위) 등을 제치고, 대형 고급차 부문의 8개 차종 중 최고의 차량으로 선정되어 동급 최우수상을 수상하였다.[16]

- 대한민국 대통령의 의전 차량으로 2011년부터 2세대 VL500 리무진 사양이 사용되고 있다.[17]
- 박삼구 금호아시아나그룹 회장이 최근 타고 다니던 에쿠스 VL500에서 EQ900으로 차량을 교체하였다.
- 야구 국가대표 및 야구선수, 감독 출신이었던 김재박 선수가 소유했다.

## 미디어 속 에쿠스
- 불새에서 이서진은 1세대 에쿠스 리무진을, 에릭은 1세대 에쿠스를 타고 등장한다.
- 공공의 적 2에서는 부총재(박근형 분)의 의전 차량으로, 골프장에 정차하는 장면과 트렁크 안에 돈다발이 든 사과 상자를 넣는 장면에 등장한다. 해당 차량은 1세대 에쿠스(검은색 VS450)이다.
- 킬러들의 수다에서 등장하며, 해당 차량은 1세대 에쿠스(검은색)이다.
- 퀵에서는 작중 폭주사고 초반에 악당이 몰던 1세대 에쿠스 리무진(검은색)이 오토바이를 피하려다 그랜저XG와 티뷰론 터뷸런스와 충돌해 차가 뒤집혀 주행하던 트럭에 대파된다.
- 신세계에서는 2세대 에쿠스 리무진(검은색 VL500)이 이중구(박성웅 분)의 의전 차량으로 등장한다.
- 친구 2에는 2세대 에쿠스(검은색 VS380)가 이준석(유오성 분)의 경호 차량으로 등장한다.
- 싱크홀에서는 차승원이 타는 차량으로 1세대 에쿠스가 나온다.

## 경쟁 차량
- 기아 - 엔터프라이즈
- KGM - 체어맨